# 1970-es bajnokcsapatok Európa-kupája-döntő
Az 1969–1970-es bajnokcsapatok Európa-kupája (BEK) döntőjét 1970. május 6-án rendezték a milánói San Siróban. A döntőben a holland Feyenoord és a skót Celtic találkozott.
A döntőt hosszabbítás után a Feyenoord nyerte 2–1-re.

## A döntő részletei
| 1970. május 6. |

| Feyenoord                | 2–1 (h. u.)       | Celtic      |
| ------------------------ | ----------------- | ----------- |
| Israël 31' Kindvall 116' | (1–1) Jegyzőkönyv | Gemmell 29' |

| San Siro, Milánó Nézőszám: 53 187 Játékvezető: Concetto Lo Bello ( Olaszország) |

| Feyenoord | Celtic |

| FEYENOORD:   |    |                        |
|              |    |                        |
| GK           | 1  | Eddy Pieters Graafland |
| DF           | 2  | Piet Romeijn 106'      |
| DF           | 4  | Theo Laseroms          |
| DF           | 3  | Rinus Israël           |
| DF           | 5  | Theo van Duivenbode    |
| MF           | 6  | Franz Hasil            |
| MF           | 7  | Wim Jansen             |
| MF           | 10 | Willem van Hanegem     |
| FW           | 8  | Henk Wery              |
| FW           | '9 | Ove Kindvall           |
| FW           | 11 | Coen Moulijn           |
| Cserék:      |    |                        |
| MF           | 15 | Guus Haak 106'         |
| Vezetőedző:  |    |                        |
| Ernst Happel |    |                        |

| CELTIC:     |    |                     |
|             |    |                     |
| GK          | 1  | Evan Williams       |
| DF          | 2  | David Hay           |
| DF          | 3  | Jim Brogan          |
| DF          | 4  | Billy McNeill       |
| DF          | 5  | Tommy Gemmell       |
| MF          | 6  | Bobby Murdoch       |
| MF          | 7  | Bertie Auld 77'     |
| MF          | 8  | Jimmy Johnstone     |
| MF          | 9  | Bobby Lennox        |
| FW          | 10 | William Wallace     |
| FW          | 11 | John Hughes         |
| Cserék:     |    |                     |
| MF          | 12 | George Connelly 77' |
| Vezetőedző: |    |                     |
| Jock Stein  |    |                     |

| Az 1969–70-es bajnokcsapatok Európa-kupájának győztese |
| Feyenoord 1. cím                                       |
| ← 1968–69 Milan                                        |
| Ajax 1970–71 →                                         |

## Lásd még
- 1969–1970-es bajnokcsapatok Európa-kupája

## Külső hivatkozások
- Az 1969–70-es BEK-szezon mérkőzéseinek adatai az rsssf.com (angolul)